# Montreuil-Poulay
Montreuil-Poulay – miejscowość i gmina we Francji, w regionie Kraj Loary, w departamencie Mayenne.
Według danych na rok 1990 gminę zamieszkiwały 364 osoby, a gęstość zaludnienia wynosiła 22 osób/km² (wśród 1504 gmin Kraju Loary Montreuil-Poulay plasuje się na 936. miejscu pod względem liczby ludności, natomiast pod względem powierzchni na miejscu 712.).